# Mariampole
Mariampole (prononciation : [marjamˈpɔlɛ]) est un village polonais de la gmina de Czerwonka dans le powiat de Maków de la voïvodie de Mazovie dans le centre-est de la Pologne.
Il se situe à environ 5 kilomètres à l'est de Czerwonka (siège de la gmina), 13 kilomètres à l'est de Maków Mazowiecki (siège du powiat) et à 79 kilomètres au nord de Varsovie (capitale de la Pologne).
Le village possède approximativement une population de 48 habitants en 2006.

## Histoire
De 1975 à 1998, le village appartenait administrativement à la voïvodie d'Ostrołęka.